# Antonello Antinoro

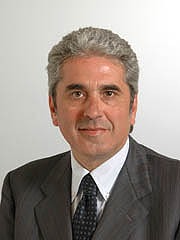
Antonello Antinoro (2008)

Antonello Antinoro (* 3. August 1960 in Palermo) ist ein italienischer Politiker.
Antinoro ist beruflich als Facharzt für Orthopädie und Naturheilkunde tätig und ist Chefarzt für Naturheilkunde bei der lokalen Gesundheitsbehörde in Palermo.
2001 wurde Antinoro erstmals in die Regionalversammlung von Sizilien gewählt, von Mai 2008 an war er für ein Jahr Regionaldezernent für Kulturgüter und Bildung der Region Sizilien. 2008 wurde er in den italienischen Senat gewählt, 2009 ins Europäische Parlament. Jedoch schied er 2010 aus seiner bisherigen Partei, der UDC aus und trat deren Abspaltung, der I Popolari di Italia Domani bei.
Antinoro ist Mitglied im Fischereiausschuss sowie in der Delegation für die Beziehungen zu den Ländern des Mercosur und in der Delegation in der Parlamentarischen Versammlung Europa-Lateinamerika.